# Седир
Седир (тур. Sedir) је малено острво у Гековском заливу у Егејском мору на југозападу Турске. Острво се налази у регији Угла, у вилајету Мугла. Острво је незванично названо као „Клеопатрино острво”.
Острво је познато по својој плажи са ретким златним песком. Према легенди коју причају локални водичи, овај уникатан песак је био донесен бродовима из Египта специјално за краљицу Клеопатру. Она се на острву сретала са својим љубавником Марком Антонијом. Свако зрно на плажи је готово савршена сфера. Плажа је заштићена од стране Министарства културе Турске као национално благо, тако да је на плажи забрањен улаз са обућом, забрањено је постављање пешкира и пушење. Улаз на плажу се плаћа.
Покрај плаже, на острву се налазе и рушевине древног града Кедраи. Од древнога града сачувани су Аполонов храм, амфитеатар и остаци некрополе. Име „Кедраи” у преводу са грчко значи „кедар”, иако није познато да ли такво дрво постоји на острву. Град је окружен зидом. Аполонов храм је саграђен у дорском стилу. Добро очувани амфитеатар се налази у северном делу древног града и оријентисан је ка северу. За време пелепонског рата, град Кедраи који је био на страни Атине окупирао је спартански војсковођа Лисандар, а његови житељи бивају поробљени. Ове догађаје је детаљно описао историчар Ксенофонт, наглашавајући да су становници Кедраија били полуварвари..

## Галерија
- Песак на плажи Клеопатра
- Поглед на залив са острва
- Плажа Клеопатра